# NGC 2418
NGC 2418 = Arp 165 ist eine elliptische Galaxie vom Hubble-Typ E0 im Sternbild Zwillinge auf der Ekliptik. Sie ist schätzungsweise 221 Millionen Lichtjahre von der Milchstraße entfernt und hat einen Durchmesser von etwa 120.000 Lichtjahren. 

Im selben Himmelsareal befindet sich u. a. die Galaxie NGC 2411.
Halton Arp gliederte seinen Katalog ungewöhnlicher Galaxien nach rein morphologischen Kriterien in Gruppen. Diese Galaxie gehört zu der Klasse Galaxien mit diffusen Filamenten.
Das Objekt wurde am 23. Januar 1874 von Édouard Stephan entdeckt.